# Gotzenmühle
Gotzenmühle (fränkisch: Gotsnmil) ist ein Gemeindeteil des Marktes Lichtenau im Landkreis Ansbach (Mittelfranken, Bayern). Gotzenmühle liegt in der Gemarkung Wattenbach.

## Geografie
Die Einöde liegt am Zandtbach. An der Gotzenmühle führt die Kreisstraße AN 14 vorbei, die nach Unterrottmannsdorf (1,5 km westlich) bzw. an der Erlenmühle vorbei nach Wattenbach verläuft (1,6 km nordöstlich).

## Geschichte
Die Geschichte dieser Mühle reicht über 500 Jahre zurück. 1474 wurde sie als „Gotzmül“ erstmals urkundlich erwähnt. Sie wurde zeitweise auch als die obere Mühle bezeichnet in Abgrenzung zu der unteren Mühle, die eigentlich Erlenmühle heißt. 1493 ist auch die Mischform „öbern Gotzenmüll“ belegt. Die jetzige Mühle wurde 1746 erbaut. Im Rundbogenportal der denkmalgeschützten Mühle ist ein Schlussstein mit dem Wappen des Deutschen Ordens eingesetzt.
Gegen Ende des 18. Jahrhunderts gehörte die Gotzenmühle zur Realgemeinde Gotzendorf. Sie hatte das Stadtvogteiamt Eschenbach des Deutschen Ordens als Grundherrn. Bei der Vergabe der Hausnummern Anfang des 19. Jahrhunderts bekam das Anwesen die Nr. 1 und 2 des Ortes Gotzendorf.
Im Rahmen des Gemeindeedikts wurde Gotzenmühle dem 1808 gebildeten Steuerdistrikt Sauernheim und der 1810 gegründeten Ruralgemeinde Sauernheim zugeordnet. Mit dem Zweiten Gemeindeedikt (1818) wurde Gotzenmühle in die neu gebildete Ruralgemeinde Wattenbach umgemeindet. Diese wurde am 1. Januar 1972 im Zuge der Gebietsreform in Bayern in die Gemeinde Lichtenau eingegliedert.

### Baudenkmal
- Ehemalige Mühle[10]

### Einwohnerentwicklung
| Jahr      | 001818 | 001840 | 001861 | 001871 | 001885 | 001900 | 001925 | 001950 | 001961 | 001970 | 001987 |
| Einwohner | 6      | 13     | *      | 9      | 10     | 12     | 10     | 12     | 16     | 6      | 8      |
| Häuser    | 2      | 2      |        |        | 1      | 1      | 1      | 1      | 2      |        | 2      |
| Quelle    | [ 12 ] | [ 13 ] | [ 14 ] | [ 15 ] | [ 16 ] | [ 17 ] | [ 18 ] | [ 19 ] | [ 20 ] | [ 21 ] | [ 1 ]  |

## Religion
Der Ort ist seit der Reformation evangelisch-lutherisch geprägt und nach St. Georg (Immeldorf) gepfarrt. Die Einwohner römisch-katholischer Konfession sind nach St. Johannes (Lichtenau) gepfarrt.